# Liu Yaming
Liu Yaming (xinès simplificat: 刘亚明)  (Neijiang, juny 1962), és un pintor xinès contemporani. Estudià cinema però es va implicar en el disseny artístic arran la seva intervenció en drames televisius, acabant dedicant-se a la pintura a l'oli. Admirador de la pintura a l'oli occidental (especialment de la de Rembrandt) ha viatjat per diversos països estudiant les obres dels grans artistes. Amb seva pintura, considerada realista, ha volgut experimentar amb el llenç, intentant combinar la influència occidental amb les tradicions pictòriques xineses encara que els seus personatges són gent ordinària. Artista apassionat ha buscat una visió narrativa en les seves obres. La seva obra s'ha exposat en diverses exposicions tant a la Xina com a l'estranger (com l'exposició en solitari als Estats Units del 1994 o l'exhibició de la Tercera Biennal Internacional d'Art a Pequín el 2008). Les seves pintures han interessat, cada vegada més, els col·leccionistes d'art.